# Mama, ich und wir zwei
Mama, ich und wir zwei ist eine US-amerikanische Komödie von Chris Columbus aus dem Jahr 1991 und eine Neuverfilmung des Klassikers Marty von 1955.

## Handlung
Danny Muldoon, ein Polizist aus Chicago, lernt Theresa Luna kennen. Theresa arbeitet in einem Bestattungsinstitut. Danny verliebt sich in Theresa und macht sich Sorgen, ob seine Mutter Rose Theresa akzeptieren wird.
Nick Acropolis, ein Nachbar von Rose, wirbt um Dannys Mutter. Sie behandelt ihn zuerst abweisend, dann kommen sich Nick und Rose näher.
Erst als sich Danny und Rose aus ihren Verhaltensmustern, die sie bisher in gegenseitiger Abhängigkeit gehalten haben, lösen, können sie ihre Wohngemeinschaft aufgeben und sich ihren neuen Partnern zuwenden.

## Kritiken
Lexikon des internationalen Films: „Ideenlose, langweilige Komödie“. Der Darsteller der Hauptrolle John Candy wirke lächerlich.
Rita Kempley in Washington Post (24. Mai 1991): Candy wirke, als ob eine romantische Rolle ihm unbehaglich wäre.
Peter Travers in Rolling Stone: Das Drehbuch wirke steril und die Komödie so künstlich, als ob sie nicht von Menschenhand käme. Der Zuschauer wundere sich, was Theresa in Danny sieht.

## Sonstiges
Der in Chicago und in Niles (Michigan) gedrehte Film brachte etwa 21,8 Millionen US-Dollar in die Kassen der US-Kinos.
Für Maureen O’Hara war Mama, ich und wir sind zwei der erste Kinofilm seit 20 Jahren – und auch ihr letzter.